# Castell de Rochester
El Castell de Rochester es troba al costat est del riu Medway a Rochester, Kent, Sud-est d'Anglaterra. La torre de pedra del castell (torre de l'homenatge) és del segle xii i és la seva principal característica, així com la seva bona conservació.
Situat entre el riu Medway i Watling Street, Rochester va servir com a important castell reial estratègic. Durant el període medieval tardà va ajudar protegir la costa sud-est d'Anglaterra d'invasions. El primer castell a Rochester va ser fundat en les seqüeles de la Conquesta normanda d'Anglaterra. Va ser donat al Bisbe Odó de Bayeux, probablement pel seu mig germà Guillem I d'Anglaterra. Durant la Rebel·lió anglesa de 1088 sobre la successió al tron anglès, Odó va donar suport a Robert II de Normandia, el fill gran de Guillem I, en contra de Guillem II d'Anglaterra. Fou durant aquest conflicte que el castell va veure acció militar; la ciutat i el castell van ser assetjats després que Odó va fer Rochester la seu de la rebel·lió. Després que la guarnició va capitular, aquest primer castell va ser abandonat.
Entre 1087 i 1089, Rufus va demanar a Gundulf, Bisbe de Rochester, la construcció d'un nou castell de pedra a Rochester, establint la seva extensió actual. Encara que ha estat alterat a través dels segles, algunes parts de la construcció de Gundulf sobreviuen. El 1127 Enric I d'Anglaterra va concedir el castell a l'Arquebisbe de Canterbury a perpetuïtat. William de Corbeil va construir la gran muralla que avui encara domina el castell. Per tot el segle xii el castell fou custodiat pels arquebisbes.
Durant la guerra dels Primers Barons (1215-1217), en el regnat de Joan sense Terra, els exèrcits dels barons van capturar el castell a l'Arquebisbe Stephen Langton i el van mantenir en contra del rei, qui llavors el va assetjar. El cronista Barnwell va remarcar que: «la nostra era no ha conegut un setge tan dur ni tan fortament resistit». Després de resistir mes de set setmanes, la guarnició es va rendir. Però el castell no va quedar sota el control de Joan per molt temps: el 1216 va ser capturat per Lluís VIII de França, qui fou el nou dirigent del barons. Joan sense terra va morir i va ser succeït pel seu fill Enric III d'Anglaterra, el 1216; l'any següent, la guerra va acabar i el castell va ser agafat sota directe control reial.
Rochester va ser assetjat per tercera vegada el 1264 durant la guerra dels Segons Barons (1264–1267). El castell reial constable, Roger de Leybourne, va aguantar Rochester amb el suport d'Enric III d'Anglaterra. L'exèrcit rebel dirigit per Simó V de Montfort i Gilbert de Clare van entrar a la ciutat i intentar capturar el castell. Un altre cop els seus defensors van resistir, encara que aquesta vegada amb un resultat diferent. Després d'una setmana, l'exèrcit rebel va aixecar el setge amb la cara d'alleujament d'Enric III. Tot i que la guarnició no es va rendir, el castell va patir danys externs que no van ser reparats fins al segle següent. El castell va veure la seva darrera acció militar el 1381 quan va ser capturat i saquejat durant la revolta dels Camperols. Quan el castell de Rochester va caure fora d'ús, els seus materials foren reutilitzats en qualsevol altre lloc i la Corona va renunciar a la seva custòdia. El castell i les seves terres van ser oberts al públic com a parc en la dècada de 1870. Durant el segle xix i XX es van dur a terme diverses reparacions. El castell està protegit com Monument Classificat de grau I i Monument Planificat. Avui les ruïnes estan sota la tulela de l'English Heritage i estan obertes al públic.

## Galeria

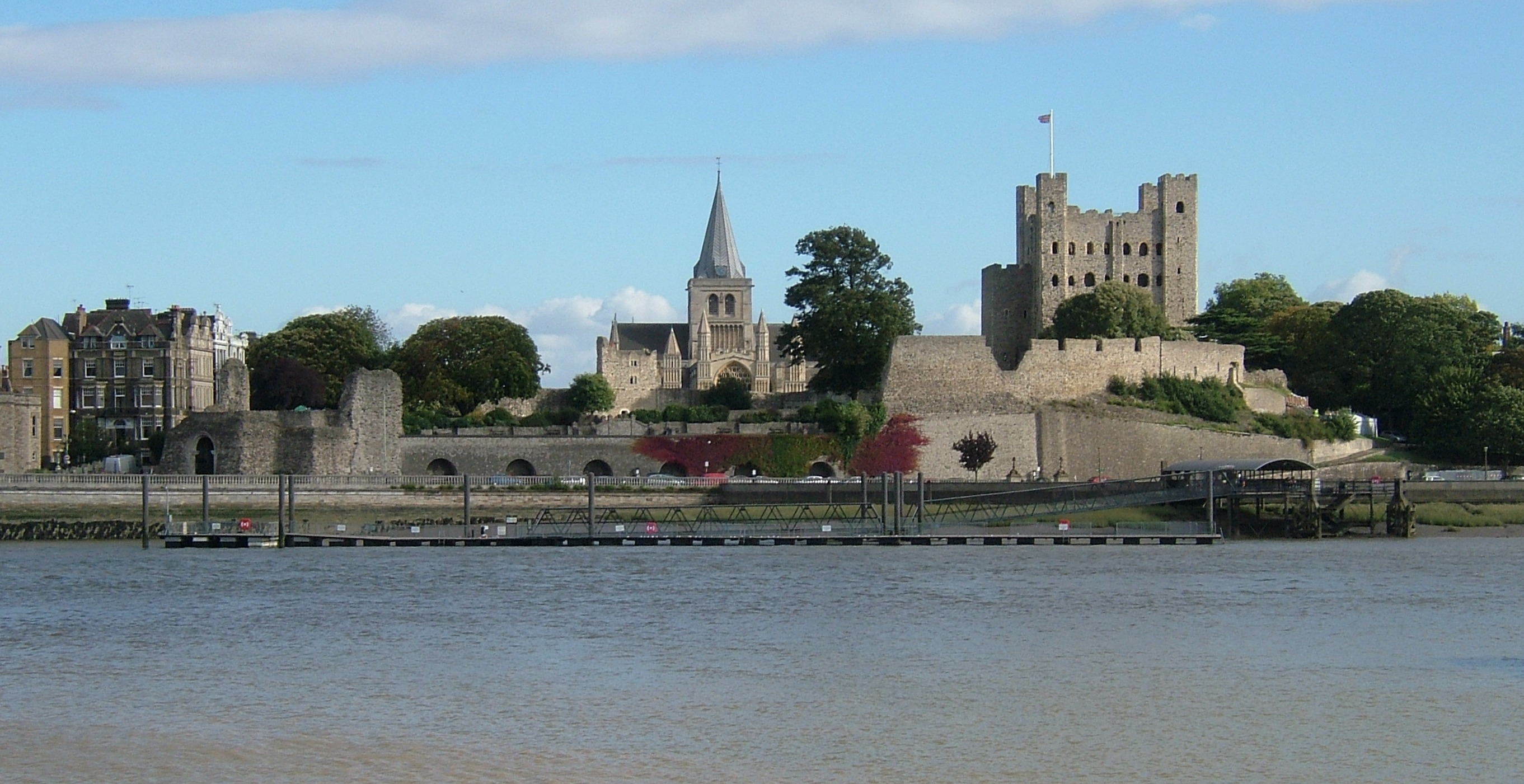
La Catedral de Rochester pot ser vista més enllà de la fortifiació en ruïnes del castell.